# Нин Чжунъянь
Нин Чжунъя́нь (кит. упр. 宁忠岩, пиньинь Níng Zhōngyán, род. 3 ноября 1999 года в городском округе Муданьцзян) — китайский конькобежец. Участник зимних Олимпийских игр 2022 года, чемпион мира, 2-кратный серебряный призёр чемпионата мира, 12-кратный чемпион Китая

## Биография
Нин Чжунъянь родился в деревне Хэпин, города Шиян, городского округа Муданьцзян. Начал заниматься конькобежным спортом в возрасте 11-ти лет в любительской спортивной школе города Нинъань. Первые медали на чемпионате Китая среди юниоров выиграл в 2016 году, тогда же дебютировал на взрослом турнире и участвовал на 13-х Китайских зимних играх. Через год Нин поднялся на 4-е место в сумме многоборья на национальном чемпионате Китая. В сезоне 2017/18
дебютировал на международной арене и участвовал на юниорских этапах Кубка мира, где занял одно 2-е место т два 3-х места.
В сезоне 2018/19 он уже выступал на Кубке мира в дивизионе «В», выиграл чемпионат Китая по спринту и дебютировал на чемпионате мира на отдельных дистанциях в Инцелле, где занял 6-е место в забеге на 1500 м, 14-е на 1000 м и 12-е в масс-старте. В ноябре 2019 года Нин на этапах Кубка мира выиграл первые три серебряные медали в забеге на 1000 м и в командном спринте, а в декабре на этапе в Астане завоевал золото на дистанции 1500 м. Это была первая золотая медаль в беге на 1500 м среди мужчин, завоёванная китайской командой на этапе Кубка мира.
В начале 2020 года Нин стал чемпионом Китая в сумме многоборья, а следом выиграл серебро в командном спринте на чемпионате мира в Солт-Лейк-Сити. Он также занял 4-е место на дистанции 1500 м и 16-е на 1000 м. В марте поднялся на 12-е место в комбинации спринта на чемпионате мира в Хамаре. В сезоне 2021/22 Нин на Кубке мира в норвежском Ставангере взял две золота на дистанции 1500 м и в командном спринте и в Калгари выиграл в забеге на 1000 м.
Через месяц на своих первых зимних Олимпийских играх в Пекине он занял 5-е место на дистанции 1000 метров, 7-е на 1500 м и 12-е в масс-старте. Следующий сезон начал с победы на Кубке мира в Херенвене в забеге на 1000 м и в командном спринте. На чемпионате мира на отдельных дистанциях в Херенвене занял только 9-е место на дистанции 1500 м и 15-е на 1000 м. На чемпионате Китая Нин первенствовал во всех семи дисциплинах.
В 2024 году на 14-х Китайских зимних играх Нин выиграл на дистанциях 1000 и 1500 м и стал третьим в масс-старте. На этапах Кубка мира сезона 2023/24 завоевал пять серебряных и четыре бронзовые медали. На чемпионате мира на отдельных дистанциях в Калгари он выиграл серебряную медаль в забеге на 1000 м и стал 4-м на 1500 м и в командном спринте. Лучшим стало выступлением Нин Чжуняня в марте на спринтерском чемпионате мира в Инцелле, где он завоевал золотую медаль в комбинации спринта.

## Личная жизнь
Нин Чжунъянь в апреле 2022 года вернулся в свой родной город Муданьцзян, чтобы стать волонтером в борьбе с пандемией COVID-19.

## Награды
- 2015 год — назван Элитным спортсменом национального класса Главным управлением спорта Китая.